# Phokion Heinrich Clias
Phokion Heinrich Clias ou Peter Heinrich Clias, né en 1780 ou 1782 à Boston et mort le 4 novembre 1854 à Coppet, est un professeur d'éducation physique suisse, auteur de plusieurs ouvrages dans la discipline.

## Biographie
Son père, né Käslin et originaire de Beckenried, dans le canton de Nidwald, émigre vers 1770 en Amérique et prend  le nom de Clias. Phokion Henry, adoptant plus tard le prénom de Heinrich, et devenu orphelin de mère, est envoyé en Hollande. Il connait ses premières leçons de gymnastique dans ce pays et en Allemagne.
Il devient maître de gymnastique à Gottstatt près de Bienne dès 1810, puis au gymnase et à l'orphelinat de Berne ainsi qu'à l'institut Fellenberg à Hofwil. Heinrich Clias fonde en 1821 un établissement de bains et de natation à Berne, au Marzili. La même année, il est appelé en Angleterre pour enseigner dans les écoles de l'armée et de la marine royales.
De retour en Suisse en 1824, il est élu député au Grand Conseil bernois où il siège de 1832 à 1835.
Actif en France dans les années 1840, il y publie en 1843 Callisthénie, ou Somascétique naturelle destinée à  l'éducation physique des jeunes filles, premier ouvrage en France dédié à l'éducation physique des femmes. Il revient vivre en Suisse en 1848.
Avec Johannes Niggeler (de) et Adolf Spiess (de), Heinrich Clias figure parmi les fondateurs de l'enseignement de la gymnastique en Suisse. Professeur recherché dans toute l'Europe, et inspiré par des idées humanistes, il est l'auteur de plusieurs ouvrages d'enseignement de la gymnastique. Certains des exercices correctifs qu'il préconise sont pratiqués à l'aide d'instruments divers, tels la canne, le cerceau, la corde à sauter et le trapèze : ils sont à l'origine de la gymnastique rythmique et sportive.